# 京A88519事件
京A88519事件、又称劳斯莱斯堵医院事件、女司机堵塞医院急救通道案件，發生於2019年8月14日早间，单某某驾车堵塞北京婦產醫院急救專用道，又拒绝配合交警处理，以及事件后一串流言传播的事件。
相关视频上传网络后，引发舆论关注，由于未经证实的言论在网上散播，事件相关网络讨论被压制。事发后，因事件引发社会广泛关注，在下级机构对单某某进行行政处罚后，北京市公安局亦组成专案组，进行调查取证。由于新发现单某某的涉嫌伪造、变造、买卖身份证件犯罪，对其依法采取刑事拘留强制措施，对其他相关涉案人进一步司法处理。8月27日，北京市公安局对外公布这一处理结果。流言传播停止，朝阳警方获得网民普遍称赞。

## 事件相关影片
2019年8月14日早上約9點，一名單姓女子駕駛一輪車牌號碼為京A88519的勞斯萊斯汽車駛進北京婦產醫院。由於汽車停泊在醫院的「急救專用道」，妨礙了救護車的出入。即使交警到場後，該名女子仍然情緒激動，拒絕將汽車駛離，对交警表示「我沒有權利配合你要的」，並說「你動我怎麼了？」、「你動我？真的你動我今天？」。
在视频结束后，警随即调派执法车辆，准备将车辆拖移，并联系属地派出所民警到场配合执法。经教育警告，单某某自行将车辆挪开。

## 车辆、车牌信息及車主身份
經公安調查後，涉事的車牌號碼於1995年10月首次發出，初次登记为一辆松花江牌微型面包车，车辆所有人为北京市居民李某（女，56岁）。2004年10月，李某将车出售给一企业；2005年6月，该企业又将车出售给王某（男，46岁）；2007年2月，王某将车出售给和某（男，55岁），和某持有该号牌至今。涉事的勞斯萊斯汽車則是由單姓女司機所購買。然而，當時汽車申領的是京H號車牌，而不是京A號車牌。警方表示車牌是女司機丈夫与和某商定以付费方式租用京A88519號車牌。
2018年6月，单某某的丈夫徐某（男，53岁，民营企业法定代表人）出资购买该劳斯莱斯曜影轿车，以单某某购车指标申领京H号牌。后徐某委托郭某（男，25岁，曾为徐某司机）为其在二手车市场上寻找“好车牌”。郭某谎称可以帮助找到京A号牌并过户至单某某名下，先后向徐某索要200余万元。后郭某通过多名社会人员联系介绍，找到和某（持有该号牌至今者），商定以“租用”号牌形式，将单某某的轿车以交易方式办理转移登记至和某名下，并启用和某处于保留状态的京A88519号牌，车辆仍由单某某使用。警方表示，按照现行《机动车登记规定》，此号牌无法过户到单某某名下。

## 网络讨论
事发当日，事件相关视频既已被上传至网络。晚间，在新浪微博引发广泛关注。
在众人得知女司机车牌系从他人处租用之前，流言在互联网上快速传播，此事一度被部分人定义为“中国权贵阶层”彰显特权的事件。由于事发前日晚间香港发生记者付国豪遇袭事件，有网民将付国豪被打后微博流传的红色背景“我支持香港警察，你们可以打我了”制图修改成「我支持北京警察 你們可以刪博了」、「我支持京A88519車主！你們可以打我了」等，讽刺此次事件以及删帖审查处理。此后又有人声称“京A88519小客车于8月15日出现在花乡二手车市场准备出售”。
在警方发现车主通过违法方式获得机动车号牌，被刑事拘留后，网民称赞朝阳警方的处理方式，认为朝阳警方对此案的后续处理，体现出了一种不查清全部真相誓不罢休的坚决态度，断绝了此事被“大事化小小事化了”的可能性。
央視評論讽刺单某某当时的耍威风今日看起来很可笑，并指出「法治時代，誰都沒有凌駕於法律之上的特權。成年人，須對自己的行為負責！」中国青年报认为单某某被抓前“自称个体户”的虚假道歉不诚恳，其人则满口谎话，毫无悔改。

## 官方处理
北京市朝陽警察發佈消息指單姓女司機擾亂醫院公共秩序，已處以行政拘留5日的處罰。之后警方新发现单某某的涉嫌伪造、变造、买卖身份证件犯罪，对其依法采取刑事拘留强制措施。北京警方表示正会同单某某原籍警方开展进一步调查。曾为单夫徐某司机的郭某将徐某给的用于购买号牌的200万元钱款中大部分钱款用于个人挥霍，其行为涉嫌诈骗犯罪。8月20日，朝阳公安分局将郭某抓获。

## 其他信息
女司机驾车欲从医院急救通道进入被阻止之前，有另一车辆从该通道驶入。经警方调查，当日单某某前车车辆驾驶员李某某（男，34岁，残障人士，车辆有残疾人专用通行证）带其妻子到医院做孕检，停车管理员依照停车管理公司关于残疾人驾驶车辆优先通行相关规定，对该车予以放行通过。后来网络上又有传言称“京A88519小客车于8月15日出现在花乡二手车市场准备出售”，警方查证后确定为虚假消息。37岁男性白某在网上看到有关单某某的报道后，编造了京A88519小客车到花乡二手车市场准备出售的消息发布到微信群中，只为吸引眼球；该虚假消息此后被大量转发。发布虚假信息的白某因虚构事实扰乱公共秩序，已被朝阳公安分局依法行政拘留。